# Antenne Sylt
Antenne Sylt ist ein privater Hörfunksender mit bundesweiter Zulassung, de facto jedoch ein regionaler Hörfunksender auf Sylt, in Hamburg und auf dem benachbarten Festland in Schleswig-Holstein. Veranstalter ist die Antenne Sylt GmbH mit Sitz in Sylt-Westerland.

## Geschichte
Der Sender nahm im November 2010 den Betrieb als Webradio auf und erhielt später eine terrestrische Frequenz im Digitalradio in Hamburg. Er sendete zudem bis 2018 regelmäßig im Sommer mit Veranstaltungslizenz in Sylt auf UKW. Der Sender bewarb sich um die UKW-Frequenzen auf Sylt und in Niebüll, stattdessen kam aber Syltfunk zum Zug. Seit Oktober 2018 wird das Mantelprogramm von Radio 21 in Garbsen übernommen. Nach der Insolvenz von Syltfunk im Oktober 2018 wurde beim insolventen Sender eine neue Eigentümerstruktur geschaffen und beide Sender von einem neuen Veranstalter-Konsortium im „Funkhaus Sylt“ vereinigt. Am 11. Februar 2019 ging das neue Gemeinschaftsprogramm unter dem bisherigen Namen Antenne Sylt neu auf Sendung.

## Programm
Antenne Sylt übernimmt das Mantelprogramm von Radio 21, das als lokales Programm-Network angelegt ist. Das bedeutet, dass das Programm stündlich bis zu fünfzehn Mal auseinandergeschaltet wird. So werden regionale Inhalte wie Werbung, Nachrichten und Beiträge je nach Region unterschiedlich ausgestrahlt. Zur Finanzierung der lokalen Programminhalte werden lokale Werbeblöcke ausgestrahlt.

## Zielgruppe
Zur Kern-Zielgruppe gehören die 30- bis 55-jährigen, überwiegend männlichen Radiohörer. Laut Media-Analyse 2014/II lag das Durchschnittsalter der Antenne-Sylt-Hörer bei 39,8 Jahren.

## Musikauswahl
Die Musikauswahl besteht zu 70 % aus Rock- und zu 30 % aus Popmusik. Die Bandbreite der Songs reicht von den 1960er-Jahren bis heute. Häufig gespielt werden unter anderem Queen, AC/DC, Rammstein, Bon Jovi, Red Hot Chili Peppers und Guns n’ Roses.

## Deutsches Städte-Network
Antenne Sylt ist Teil des Deutschen Städte-Networks, dessen Programm zusammen mit den Partnersendern Radio 21 und Rockland Radio in über 30 Ballungsräumen in Niedersachsen, Bremen, Hamburg und Schleswig-Holstein sowie in Rheinland-Pfalz, Teilen Hessens und Baden-Württembergs verbreitet wird. Moderationen und Musik sind synchron. Werbung, lokale und regionale Beiträge sowie der Sendername in Jingles unterscheiden sich voneinander.
Mit ihrem Musikformat erreichen Antenne Sylt, Radio 21 und Rockland Radio täglich rund zwei Millionen Hörer.

## Empfang
Das Programm kann empfangen werden über DAB+, UKW sowie per Livestream im Internet. Über eine App für Android und iOS ist Antenne Sylt auch auf dem Smartphone und Tablet zu empfangen.

### Frequenzen
| UKW                      |           |
| Sylt                     | 88,1 MHz  |
| Nordfriesisches Festland | 100,3 MHz |
| Amrum                    | 100,3 MHz |
| Föhr                     | 100,3 MHz |
| DAB+                     |           |
| Sylt                     | Kanal 11D |
| Hamburg                  | Kanal 10D |
| Lübeck                   | Kanal 9D  |
| Kiel                     | Kanal 5A  |

## Social Media
Neben der Website ist der Sender auch in sozialen Netzwerken wie Facebook, Instagram und YouTube präsent.